# Zyngoonops clandestinus
Zyngoonops clandestinus là một loài nhện trong họ Oonopidae.
Loài này thuộc chi Zyngoonops. Zyngoonops clandestinus được P. L. G. Benoit miêu tả năm 1977.